# Cophura painteri
Cophura painteri är en tvåvingeart som beskrevs av Pritchard 1943. Cophura painteri ingår i släktet Cophura och familjen rovflugor. Inga underarter finns listade i Catalogue of Life.